# De liedjes uit Het Verschil
De liedjes uit Het Verschil is een Nederlands muziekalbum uit 2007. Het verscheen in gelimiteerde oplage als begeleiding bij de theatervoorstelling Het Verschil die van januari tot en met juni 2007 werd gespeeld. Het album bevat nummers gezongen door Jenny Arean en Wende Snijders alsook duetten van beiden. Het album was vanaf februari 2007 alleen te verkrijgen bij de voorstelling en op verzoek via Brigadoon Vocal. Het album is niet meer verkrijgbaar. Het officiële uitgave nummer is BIS 104.

## Tracklist
1. Leven van de Wind (Wende)
2. De mooie dingen (Jenny)
3. Beloof me (Jenny & Wende)
4. Madre (Wende)
5. Semprun (Jenny)
6. Waar de rest begon (Wende)
7. Zonderling (Jenny)
8. Rampen voor de poort (Jenny & Wende)
9. Asturiana (Wende)
10. Niks gedaan (Jenny)
11. Nu moet je opstaan (Wende)
12. Lange tafels (Jenny & Wende)
13. Lied van de slapeloze (Jenny)

## Muzikanten
- Wende Snijders
- Jenny Arean
- Rutger Laan
- Edoardo Righini
- Jan van Eerd